# Пеньялоса, Энрике
Энри́ке Пеньяло́са Лондо́ньо (исп. Enrique Peñalosa Londoño; род. 30 сентября 1954, Вашингтон) — колумбийский политик и урбанист. Мэр Боготы в 1998—2001 годах, переизбран на эту должность в октябре 2015 года.
За время пребывания у власти реформировал систему общественного транспорта Боготы. Сторонник Нового урбанизма. Публицист, международный консультант по вопросам градостроительства и организации городского общественного транспорта. В 2009 году избран председателем совета директоров Института транспорта и развития (Нью-Йорк). Гражданин Колумбии и США.

## Биография
После окончания школы в Боготе учился в американском Университете Дьюка (Северная Каролина), где изучал экономику и историю. В Париже получил докторскую степень магистра делового администрирования. После окончания полномочий мэра Боготы продолжил обучение в США, по возвращении в Боготу баллотировался на пост президента Колумбии.

## Мэр Боготы
Пеньялоса баллотировался на пост мэра Боготы в 1991 и 1994 годах. Победил на выборах 1997 года. Пеньялоса стал третьим мэром в череде реформаторов столицы Колумбии: его предшественникам удалось сократить расходы городского бюджета и демократизировать управление городом. За время пребывания на этом посту Пеньялоса создал систему общественного транспорта Боготы Transmilenio с выделенными полосами для автобусов; убрал автомобили с тротуаров, развивал парковые, пешеходные и велосипедные зоны. На конец 2015 года протяженность велосипедных дорожек в Боготе составила 300 километров.
После первого срока Пеньялоса дважды безуспешно баллотировался в мэры колумбийской столицы. В октябре 2015 года он победил на выборах градоначальника Боготы, получив голоса 33 процентов избирателей и обойдя в предвыборной гонке бывшего министра обороны Рафаэля Пардо (28,5 % голосов) и кандидата от левых Клары Лопес (18 %).

## Цитаты
- «Наиболее важный элемент для инфраструктуры города, который отличает развитые города от отсталых, — это не шоссе и не метро, но качественные тротуары».
- «Единственный путь борьбы с пробками — это ограничение использования автомобилей. А самое банальное решение по ограничению использования автомобилей — это ограничение парковки»[3].
- «Экономика не может создать лучший город, а вот лучший город может создать экономику»[4].
- «Один из признаков недостатка демократии — машины, припаркованные на тротуарах»[5].